# Campeonato Mundial de Clubes de Balonmano de 2022
El Campeonato Mundial de Clubes de Balonmano de 2022 (oficialmente IHF Super Globe 2022) es la 15.ª edición del Campeonato Mundial de Clubes de Balonmano, que se celebra del 18 de octubre al 23 de octubre de 2022.
El SC Magdeburg alemán defiende, en esta edición, el título logrado en 2021.

## Fase de grupos

### Grupo A
| Equipo                     | J | G | E | P | GF | GC | DG  | PTS |
| -------------------------- | - | - | - | - | -- | -- | --- | --- |
| SC Magdeburg               | 2 | 2 | 0 | 0 | 76 | 52 | +24 | 4   |
| Khaleej Club               | 2 | 1 | 0 | 1 | 64 | 56 | +8  | 2   |
| Sydney University Handball | 2 | 0 | 0 | 2 | 44 | 76 | -32 | 0   |

- Resultados

| Fecha | Hora  | Partido                    | Partido | Partido                    | Resultado |
| ----- | ----- | -------------------------- | ------- | -------------------------- | --------- |
| 18.10 | 13:45 | SC Magdeburg               | -       | Sydney University Handball | 41-23     |
| 19.10 | 16:45 | Sydney University Handball | -       | Khaleej Club               | 21-35     |
| 20.10 | 19:00 | SC Magdeburg               | -       | Khaleej Club               | 35-29     |

### Grupo B
| Equipo      | J | G | E | P | GF | GC | DG  | PTS |
| ----------- | - | - | - | - | -- | -- | --- | --- |
| Al Ahly     | 2 | 2 | 0 | 0 | 65 | 58 | +7  | 4   |
| SL Benfica  | 2 | 1 | 0 | 1 | 67 | 56 | +11 | 2   |
| Mudhar Club | 2 | 0 | 0 | 2 | 57 | 75 | -18 | 0   |

| Fecha | Hora  | Partido     | Partido | Partido     | Resultado |
| ----- | ----- | ----------- | ------- | ----------- | --------- |
| 18.10 | 19:45 | Al Ahly     | -       | Mudhar Club | 36-30     |
| 19.10 | 19:00 | Mudhar Club | -       | SL Benfica  | 27-39     |
| 20.10 | 16:45 | Al Ahly     | -       | SL Benfica  | 29-28     |

### Grupo C
| Equipo                 | J | G | E | P | GF | GC | DG  | PTS |
| ---------------------- | - | - | - | - | -- | -- | --- | --- |
| Łomża Industria Kielce | 2 | 2 | 0 | 0 | 86 | 56 | +30 | 4   |
| Taubaté Handebol       | 2 | 1 | 0 | 1 | 62 | 67 | -5  | 2   |
| Al Kuwait              | 2 | 0 | 0 | 2 | 54 | 79 | -25 | 0   |

| Fecha | Hora  | Partido          | Partido | Partido                | Resultado |
| ----- | ----- | ---------------- | ------- | ---------------------- | --------- |
| 18.10 | 11:30 | Taubaté Handebol | -       | Al Kuwait              | 32-28     |
| 19.10 | 12:15 | Al Kuwait        | -       | Łomża Industria Kielce | 26-47     |
| 20.10 | 12:15 | Taubaté Handebol | -       | Łomża Industria Kielce | 30-39     |

### Grupo D
| Equipo                      | J | G | E | P | GF | GC | DG  | PTS |
| --------------------------- | - | - | - | - | -- | -- | --- | --- |
| FC Barcelona                | 2 | 2 | 0 | 0 | 87 | 42 | +45 | 4   |
| Espérance Sportive de Tunis | 2 | 1 | 0 | 1 | 70 | 58 | +12 | 2   |
| Club Ministros              | 2 | 0 | 0 | 2 | 39 | 96 | -57 | 0   |

| Fecha | Hora  | Partido        | Partido | Partido                     | Resultado |
| ----- | ----- | -------------- | ------- | --------------------------- | --------- |
| 18.10 | 16:00 | FC Barcelona   | -       | Club Ministros              | 50-18     |
| 19.10 | 14:30 | Club Ministros | -       | Espérance Sportive de Tunis | 21-46     |
| 20.10 | 14:30 | FC Barcelona   | -       | Espérance Sportive de Tunis | 37-24     |

## Fase final
|  | Semifinales            | Semifinales  |               |         | Final | Final |
|  |                        |              |               |         |       |       |
|  | 22 de octubre          |              |               |         |       |       |
|  |                        |              |               |         |       |       |
|  | SC Magdeburg           | 36           |               |         |       |       |
|  | SC Magdeburg           | 36           | 23 de octubre |         |       |       |
|  | Al Ahly                | 28           |               |         |       |       |
|  | Al Ahly                | 28           | SC Magdeburg  | 41 (ET) |       |       |
|  | 22 de octubre          |              | SC Magdeburg  | 41 (ET) |       |       |
|  |                        | FC Barcelona | 39            |         |       |       |
|  | FC Barcelona           | FC Barcelona | 39            | 39      |       |       |
|  | FC Barcelona           |              |               | 39      |       |       |
|  | Łomża Industria Kielce | 28           |               |         |       |       |
|  | Łomża Industria Kielce | 28           | 3º Puesto     |         |       |       |
|  |                        |              |               |         |       |       |
|  | 23 de octubre          |              |               |         |       |       |
|  |                        |              |               |         |       |       |
|  | Al Ahly                | 26           |               |         |       |       |
|  | Al Ahly                | 26           |               |         |       |       |
|  | Łomża Industria Kielce | 35           |               |         |       |       |

### Semifinales
- Resultados

| Fecha | Hora  | Partido¹     | Partido¹ | Partido¹               | Resultado |
| ----- | ----- | ------------ | -------- | ---------------------- | --------- |
| 22.10 | 18:00 | SC Magdeburg | -        | Al Ahly                | 36-28     |
| 22.10 | 20:30 | FC Barcelona | -        | Łomża Industria Kielce | 39-28     |

### Tercer y cuarto puesto
- Resultados

| Fecha | Hora  | Partido¹ | Partido¹ | Partido¹               | Resultado |
| ----- | ----- | -------- | -------- | ---------------------- | --------- |
| 23.10 | 18:00 | Al Ahly  | -        | Łomża Industria Kielce | 26-35     |

### Final
- Resultados

| Fecha | Hora  | Partido¹     | Partido¹ | Partido¹     | Resultado  |
| ----- | ----- | ------------ | -------- | ------------ | ---------- |
| 23.10 | 20:30 | SC Magdeburg | -        | FC Barcelona | 41-39 (ET) |

| Campeonato Mundial de Clubes 2022 |
| --------------------------------- |
|                                   |
| SC Magdeburg 2.o Título           |